# Zerlegungssatz von Lebesgue
Der Zerlegungssatz von Lebesgue, auch Lebesguescher Zerlegungssatz genannt, ist ein mathematischer Satz aus der Maßtheorie, einem Teilgebiet der Mathematik, das sich mit den Eigenschaften verallgemeinerter Volumenbegriffe beschäftigt. Er liefert die Existenz und Eindeutigkeit einer Zerlegung eines signierten Maßes in ein singuläres signiertes Maß und ein absolutstetiges signiertes Maß bezüglich eines gegebenen Maßes. Diese Zerlegung wird dann auch Lebesgue-Zerlegung genannt.
Der Zerlegungssatz von Lebesgue wurde 1910 von Henri Léon Lebesgue für das Lebesgue-Maß auf {\displaystyle \mathbb {R} ^{n}} bewiesen. Eine erste Verallgemeinerung auf Lebesgue-Stieltjes-Maße stammt von Johann Radon, den allgemeinen Beweis führte Hans Hahn.

## Motivation
Auf einem Maßraum {\displaystyle (X,{\mathcal {A}},\mu )} lässt sich mit einer quasiintegrierbaren Funktion {\displaystyle f}, durch
{\displaystyle \nu (A)=\int _{A}f\mathrm {d} \mu }
ein signiertes Maß {\displaystyle \nu } auf {\displaystyle (X,{\mathcal {A}})} definieren. Die Funktion {\displaystyle f} wird dann als Dichte von {\displaystyle \nu } bezüglich {\displaystyle \mu } bezeichnet. {\displaystyle \nu } ist dann absolut stetig bezüglich {\displaystyle \mu }, das heißt jede {\displaystyle \mu }-Nullmenge ist auch eine {\displaystyle \nu }-Nullmenge.
Jedes signierte Maß mit einer Dichte {\displaystyle f} bezüglich {\displaystyle \mu } ist folglich absolut stetig bezüglich {\displaystyle \mu }. Der Satz von Radon-Nikodým liefert die Umkehrung: Ist ein signiertes Maß absolut stetig bezüglich {\displaystyle \mu }, so existiert auch eine Dichtefunktion {\displaystyle f}, so dass sich das signierte Maß wie oben darstellen lässt.
Diese Fragestellung lässt sich nun erweitern: Kann {\displaystyle \nu }, unter der Annahme, dass {\displaystyle \nu } nicht absolut stetig bezüglich {\displaystyle \mu } ist, in einen absolut stetigen Teil {\displaystyle \nu _{a}} und einen „singulären“ Teil {\displaystyle \nu _{s}} zerlegt werden? Existieren also signierte Maße {\displaystyle \nu _{a},\nu _{s}} mit {\displaystyle \nu =\nu _{a}+\nu _{s}}, so dass {\displaystyle \nu _{a}} absolut stetig bezüglich {\displaystyle \mu } ist und {\displaystyle \nu _{s}} singulär bezüglich {\displaystyle \mu } ist? Der Zerlegungssatz von Lebesgue beantwortet diese Frage positiv.

## Aussage
Gegeben sei ein Messraum {\displaystyle (X,{\mathcal {A}})} und ein σ-endliches Maß {\displaystyle \mu } und ein σ-endliches signiertes Maß {\displaystyle \nu } auf diesem Messraum. Dann existiert eine eindeutige Zerlegung
{\displaystyle \nu =\nu _{a}+\nu _{s}}
in zwei σ-endliche signierte Maße {\displaystyle \nu _{a},\nu _{s}}, so dass
- {\displaystyle \nu _{a}\ll \mu } ist. {\displaystyle \nu _{a}} ist also absolut stetig bezüglich {\displaystyle \mu }
- {\displaystyle \nu _{s}\perp \mu } ist. {\displaystyle \nu _{s}} und {\displaystyle \mu } sind also  zueinander singulär.

Die signierten Maße {\displaystyle \nu _{a},\nu _{s}} sind genau dann endlich, wenn {\displaystyle \nu } endlich ist.
Der Zerlegungssatz gilt auch, wenn {\displaystyle \nu } ein σ-endliches Maß ist, dann sind {\displaystyle \nu _{a},\nu _{s}} ebenfalls Maße.